# Ruský Potok, Snina
Ruský Potok este o comună slovacă, aflată în districtul Snina din regiunea Prešov. Localitatea se află la altitudinea de 428 m deasupra n.m., se întinde pe o suprafață de 12,88 km2 și în 2017 număra 135 de locuitori. Se învecinează cu Runina, Snina, Zboj, Snina, Uličské Krivé, Snina, Kolbasov, Snina și Topoľa.

## Istoric
Localitatea Ruský Potok este atestată documentar din 1635.

## Demografie
| An:                | 1994 | 2004    | 2014    | 2024    |
| ------------------ | ---- | ------- | ------- | ------- |
| Număr de persoane: | 191  | 152     | 135     | 111     |
| Diferență:         |      | −20,41% | −11,18% | −17,77% |

| An:                | 2023 | 2024   |
| ------------------ | ---- | ------ |
| Număr de persoane: | 113  | 111    |
| Diferență:         |      | −1,76% |